# Ixodina saegeri
Ixodina saegeri là một loài bọ cánh cứng trong họ Bọ hung (Scarabaeidae).